# Cyril Ponnamperuma
Cyril Andrew Ponnamperuma (en cingalais : ආචාර්ය සිරිල් ඇන්ඩෘ පොන්නම්පෙරුම), né le 16 octobre 1923 à Galle, au Sri Lanka (alors Ceylan), et mort le 20 décembre 1994 à Takoma Park, Maryland, est un chimiste sri lankais spécialisé dans l'abiogenèse (étude de l'origine de la vie).

## Carrière universitaire
Ponnamperuma, après avoir étudié au collège Saint-Louis de Galle et ensuite au lycée Saint-Joseph de Colombo, part en Inde et obtient en 1948 une licence en philosophie de l'université de Madras. Plus tard, il déménage au Royaume-Uni pour s'inscrire à l'université de Londres, où il obtient en 1959 un Master de chimie.

Pendant cette période, il a l'occasion de travailler avec le Pr J. D. Bernal, un pionnier dans la recherche de l'origine de la vie. Ensuite, il se rend aux États-Unis et obtient son doctorat en chimie, dirigé par Melvin Calvin, en 1962 à l'université de Californie à Berkeley.